# Масловское сельское поселение (Челябинская область)
Ма́словское се́льское поселе́ние — муниципальное образование в Уйском районе Челябинской области Российской Федерации.
В рамках административно-территориального устройства муниципальное образование  соответствует административно-территориальной единице Масловский сельсовет.
Административный центр — село Маслово.

## История
Статус и границы сельского поселения установлены Законом Челябинской области от 17 сентября 2004 года № 278-ЗО «О статусе и границах Уйского муниципального района и сельских поселений в его составе»

## Население
| 2002 | 2010 | 2011 | 2012 | 2013 | 2014 | 2015 |
| ---- | ---- | ---- | ---- | ---- | ---- | ---- |
| 965  | ↘894 | ↘892 | ↗894 | ↗901 | ↗908 | ↘895 |
| 2016 | 2017 | 2018 | 2019 | 2020 | 2021 |      |
| ↗899 | ↘879 | ↘833 | ↘811 | ↗812 | ↗858 |      |

## Состав сельского поселения
| № | Населённый пункт | Тип населённого пункта       | Население |
| - | ---------------- | ---------------------------- | --------- |
| 1 | Верхнеусцелемово | деревня                      | ↘184      |
| 2 | Косогорка        | деревня                      | ↘126      |
| 3 | Маслово          | село, административный центр | ↘584      |